# 아베 요시시게
아베 요시시게(일본어: 安倍能成, 1883년 12월 23일 ~ 1966년 6월 7일)는 일본의 관료, 교육자이다. 의사 아베 요시토(安倍義任)와 그의 부인 시나(品)의 여덟째 아들로 마쓰야마성하 고토진정(小唐人町, 지금의 에히메현 마쓰야마시 오카이도(大街道))에서 태어났다. 법조인 아베 하카루(安倍恕)는 그의 동생이다.

## 경력
- 1909년 7월: 도쿄 제국대학 문과대학 철학과 졸업, 대학원 진학
- 1913년 4월: 니치렌슈 대학 강사
- 1916년 4월: 게이오기주쿠 대학 예과 독일어 교사
- 1920년 4월: 호세이 대학 교수
- 1926년 3월: 경성제국대학 교수
- 1928년 9월: 경성제국대학 법문학부장
- 1940년 9월: 제일고등학교장
- 1945년 12월: 귀족원 의원 (~ 1947년 5월)
- 1946년 1월: 문부대신 (~ 1946년 5월)
- 1946년 8월: 제실박물관(1947년 5월, 국립박물관으로 개칭) 총장 (~ 1948년 6월)
- 1946년 10월: 가쿠슈인 원장 (~ 1966년 6월)
- 1949년 4월: 가쿠슈인 대학 학장 (~ 1963년 3월)

## 자서전
- 《나의 생애(我が生ひたち)》, 이와나미 서점, 1966년

## 참고 문헌
- 전간기관료제연구회 편, 하타 이쿠히코 저, 《전간기 일본관료제의 제도·조직·인사》, 도쿄 대학 출판회, 1981년